# Testudinella clypeata
Testudinella clypeata är en hjuldjursart som först beskrevs av Müller 1786.  Testudinella clypeata ingår i släktet Testudinella och familjen Testudinellidae. Arten är reproducerande i Sverige. Inga underarter finns listade i Catalogue of Life.